# Chiesa di San Sisto (L'Aquila)
La chiesa di San Sisto è una chiesa parrocchiale dell'arcidiocesi dell'Aquila che si trova in via San Sisto, L'Aquila. Risale all'XI secolo.

## Storia

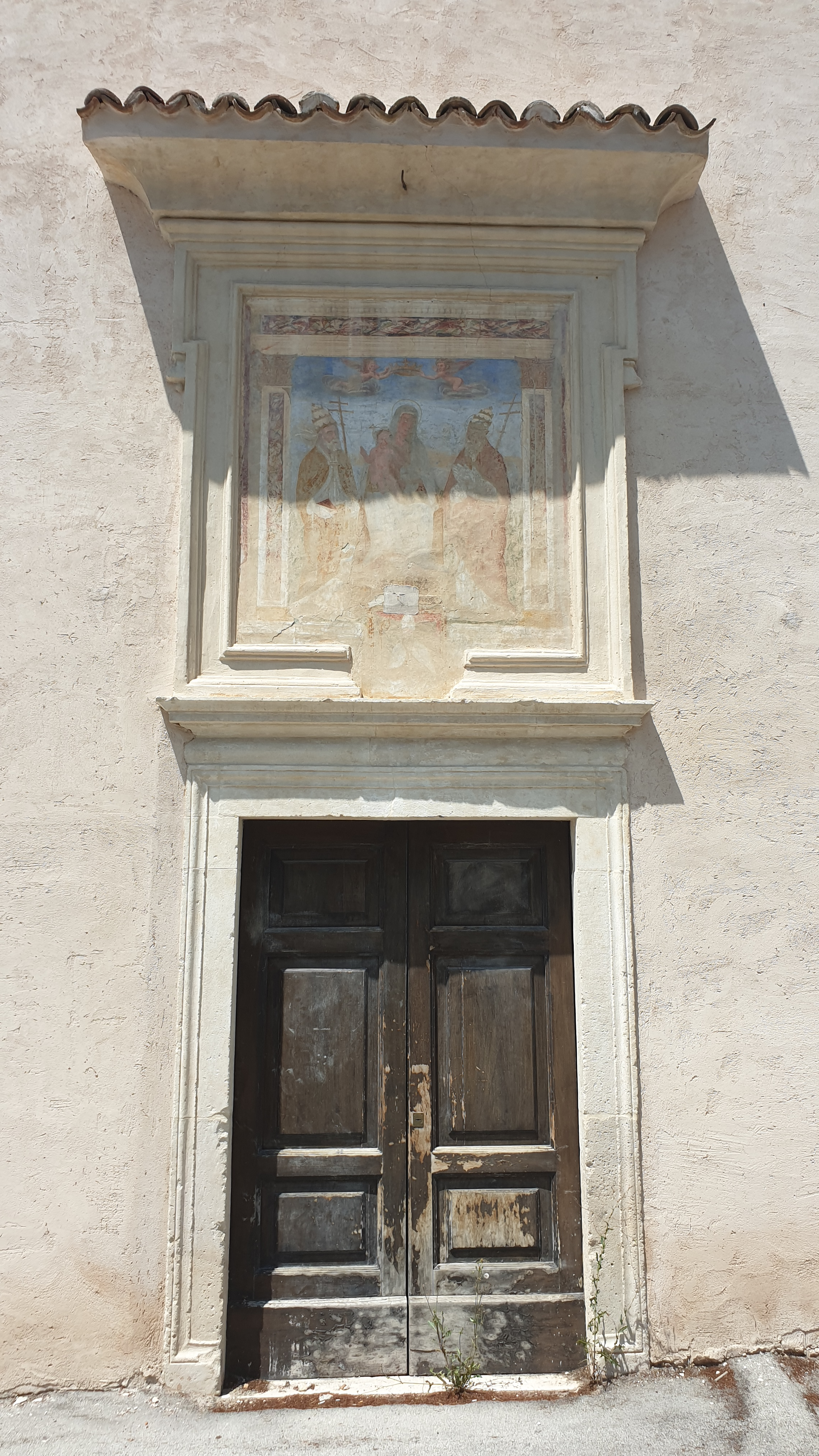
Portale architravato sormontato dall'affresco raffigurante la Madonna con Bambino tra due Santi

Sul sito era presente e documentato un edificio religioso precedente, citato già mel 883 e risalente all'VIII secolo, in epoca franco-longobarda. Di quest'originale tempio restano solo alcuni blocchi utilizzati nell'abside quando la chiesa venne completamente riedificata, tra l'XI e il XII secolo, dopo un terremoto. In seguito, entro il XVIII secolo, il tempio fu oggetto di altre importanti ricostruzione, e questo dopo altri eventi sismici, come quello del 1703. Queste ricostruzioni hanno lasciato segni evidenti nella struttura esterna anche della facciata. Il più recente sisma del 6 aprile 2009 ha prodotto nuovi e gravi danneggiamenti tali da imporne la chiusura al culto.

## Descrizione

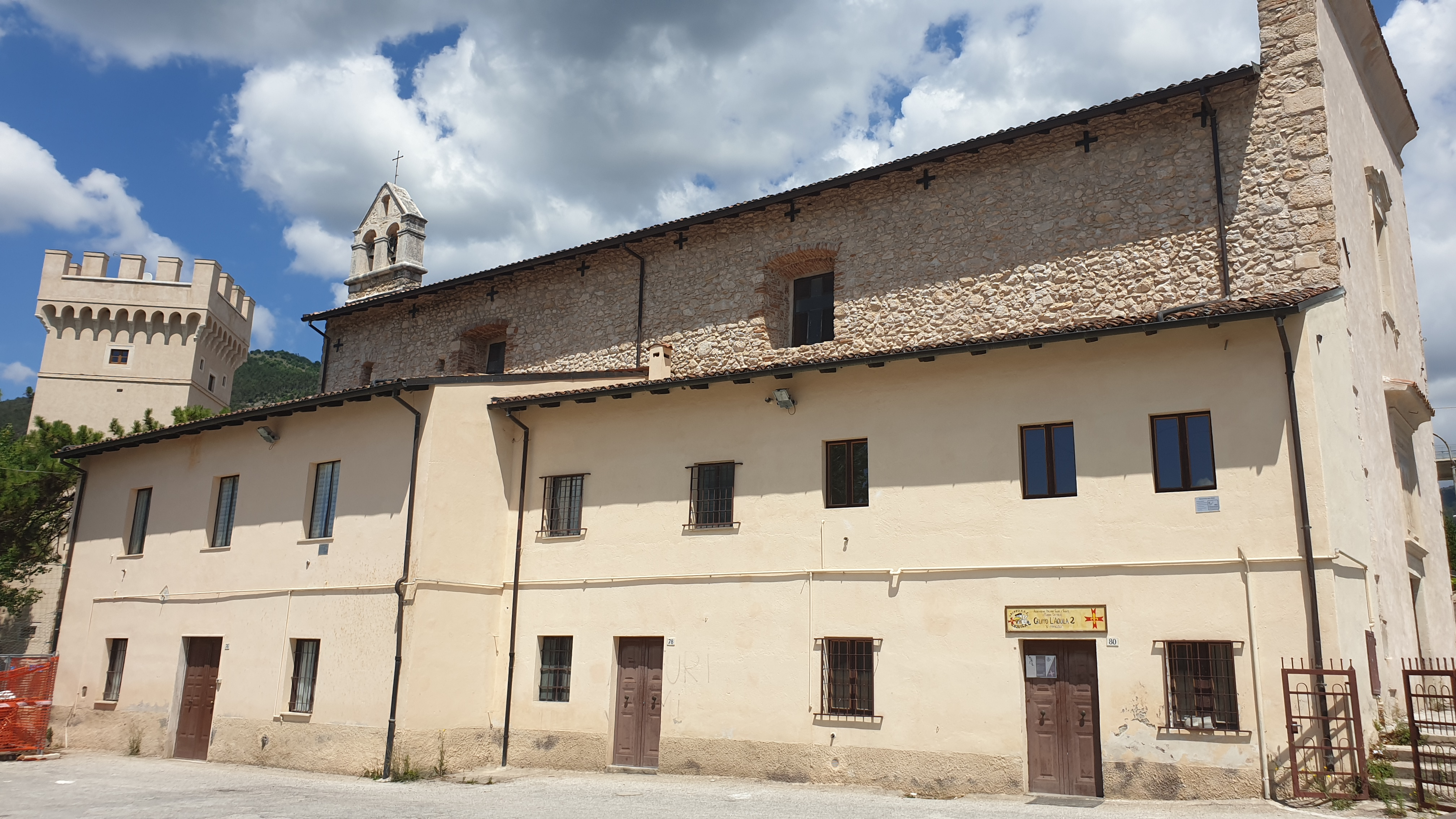
Prospetto laterale sinistro

### Esterni
La chiesa si trova nella via omonima a breve distanza dal castello Rivera. La facciata ha forma rettangolare. Il portale architravato è sormontato da una finestra cieca con affresco che raffigura la Madonna con Bambino tra due Santi e in alto, in asse si apre la finestra vera che porta luce alla sala. La copertura del tetto è in coppi e controcoppi. Il campanile a vela si alza in posizione arretrata sulla parte sinistra della copertura, sullo stesso lato della canonica.

### Interni
La navata interna è unica con volta a botte. La sala è lunga e stretta ripartita in campate. Sono presenti due nicchie per lato, affrescate, una di queste attribuita a Pompeo Cesura.